# Piper scansum
Piper scansum är en pepparväxtart som beskrevs av Trel. & Yunck.. Piper scansum ingår i släktet Piper och familjen pepparväxter. Inga underarter finns listade i Catalogue of Life.